# Литтл Орал Энни
Литтл О́рал Э́нни (англ. Little Oral Annie), настоящее имя — Андреа́ Парду́ччи (англ. Andrea Parducci; 13 января 1960, Лос-Анджелес, Калифорния, США) — американская порноактриса и преподаватель музыки.

## Биография
Андреа Пардуччи (настоящее имя Литтл Орал Энни) родилась 13 января 1960 года в Лос-Анджелесе (штат Калифорния, США). Андреа — правнучка основателя «Parducci Wine Corporation».
В 1977 году Андреа окончила «Pacific Palisades High School».

## Карьера
В 1979—1991 года Андреа сыграла в 82-х порнографических фильмах под псевдонимами Литтл Орал Энни и Энни Оуэнс. В 1985 году Пардуччи получила премию «XRCO Award». После окончания порнокарьеры стала преподавать музыку.

## Личная жизнь
Андреа замужем за актёром Бадди Оуэном. У супругов есть двое детей.